# Troed-y-rhiw
Troed-y-rhiw est un village du pays de Galles, qui possède le statut de communauté. Sa population est de 5 296 habitants au recensement de 2011.